# Gerard Pontier
Gerardus Jacobus Pontier (Breda, 25 januari 1888 - Baarn, 11 september 1976) was een Nederlandse predikant. Tijdens de Tweede Wereldoorlog was hij betrokken bij hulp aan Joodse onderduikers.

## Levensloop
Pontier werd gedoopt in de Nederlandse Hervormde Kerk. Later maakte hij de overstap naar de Gereformeerde Kerken in Nederland. Pontier was een goede leerling en volgde het gymnasium in Breda. Hij wilde graag zendeling worden op Java en ging theologie studeren aan de Theologische Hogeschool in Kampen. Zijn plannen om zendeling te worden gingen niet door. In plaats daarvan werd Pontier in 1911 predikant in Waardhuizen. Hij hield zich bezig met evangelisatie en was in 1915 blij met het beroep van de gereformeerde kerk in Heerlen, die net was opgericht om de uit het noorden overgekomen mijnwerkers van gereformeerden huize te bedienen.
Pontier bood in juli 1942 de Pools-Joodse familie Silber onderdak aan in het geval zij een schuilplek zochten. Vader, moeder en twee zoons maakten daar gebruik van. Alleen de oudste zoon meldde zich in Kamp Westerbork, maar overleefde de oorlog. De familie Silber verbleef tot de bevrijding in september 1944 bij Pontier in huis.
Jaap Musch, oprichter van de verzetsgroep NV, was in de zomer van 1942 naar Heerlen verhuisd met als doel om onderduikplekken te vinden voor Joodse kinderen. Hij benaderde Pontier die een lijst opstelde van betrouwbare gezinnen in zijn vijfhonderd mensen tellende kerkelijke gemeente. De organisatie van Musch bracht daar veel Joodse kinderen onder. De vrouw van Pontier hield, naast Musch en de zijnen, contact met de gezinnen en zag toe op het welzijn van de kinderen. Via Pontier kwam Musch ook in contact met zijn collega Hendrik Bouma, die predikant was in Brunssum-Treebeek. Dankzij Douma werden er daar veel kinderen ondergebracht.
Pontier kreeg op 6 november 1943 bezoek van de Gestapo. Hij nodigde de bezoekers uit in de studeerkamer en werd na een kwartier meegenomen. De onderduikers werden niet gevonden. Pontier zat eerst drie dagen vast in het Huis van bewaring in Maastricht en werd vervolgens overgebracht naar het zogeheten Oranjehotel in Scheveningen. De reden voor zijn arrestatie was een aan hem gerichte brief van iemand die was ondergedoken voor de Arbeidsdienst. Zes maanden later kwam Pontier vrij. Heerlen werd op 17 september 1944 bevrijd. Het oorlogsdagboek van Salomon Silber werd later gepubliceerd onder de titel Joods gezin in onderduik.
Na de bevrijding diende Pontier nog enige tijd als veldprediker bij het Regiment Stoottroepen. In 1949 vertrok hij uit Heerlen en werd predikant in Domburg en Westkapelle. Van 1954 tot 1963 was hij als evangelisatiepredikant verbonden aan de classis Middelburg. Pontier ontving in 1968 van het Israëlische holocaustcentrum Yad Vashem de eretitel Rechtvaardige onder de Volkeren. Eerder was hij al onderscheiden als Ridder in de orde van Oranje Nassau.
In de laatste jaren van zijn leven maakte hij zich zorgen over de theologische koers binnen de Gereformeerde Kerken in Nederland. Hij sloot zich daarom aan bij de Christelijke Gereformeerde Kerk in Baarn, waar hij naartoe was verhuisd.

## Persoonlijk
Pontier was getrouwd met Dora Wartena (1893-1964), met wie hij vier kinderen kreeg. In Heerlen is de Dominee Pontierstraat naar hem vernoemd.